# Jeroni de Navel i de Cardona
Jeroni de Navel i de Cardona   (Barcelona, 1585 - 1641) era un polític català.

## Biografia
Era fill de Julià de Navel i Guirzes, ciutadà honrat de Barcelona i també conseller en Cap el 1613 i el 1625, i pare de Josep de Navel i d'Erill, conseller en cap el 1661 i el 1676.
Va ser membre del Consell de Cent, i el 1629 fou elegit conseller en cap de Barcelona. El 1630 fou clavari de la ciutat. El 1632 va protagonitzar un assalt a les duanes per un conflicte entre la ciutat i el virrei Enric d'Aragó Folc de Cardona i Córdoba, per una qüestió de drets sobre el blat.
El 1634 es va revifar el conflicte dels quints, que havia tingut els seus orígens cap al 1622. Navel va anar a Madrid per tractar de dissuadir Felip IV de reclamar aquest impost. A Madrid va tractar amb el comte duc d'Olivares i altres alts càrrecs de la cort.
Novament nomenat conseller en cap de Barcelona el 1634, tornaria a trobar-se amb una nova edició del conflicte dels quints, arran de l'intent d'inspeccionar els llibres de comptes de la ciutat per part de la corona. El rei va fer detenir quatre membres del consell, va processar el mateix Jeroni de Navel i va traslladar l'Audiència Reial a Girona, per a castigar el cap i casal del Principat de Catalunya.
Va tornar a viatjar com a ambaixador a Madrid el 1639 i el 1640, just quan es produí l'inici de la guerra dels Segadors. A Madrid el van retenir i el 1641 el van alliberar posteriorment en un bescanvi.